# 迪瓦地区艾克斯
迪瓦地区艾克斯（法語：Aix-en-Diois，法語發音：[ɛks ɑ̃ diwa]）是法国德龙省的一个旧市镇，位于该省东部，属于迪镇区。2016年1月1日，迪瓦地区艾克斯和相邻的莫利耶尔格朗达合并为新市镇迪瓦地区索洛尔，迪瓦地区艾克斯为政府驻地。

## 地理
迪瓦地区艾克斯（44°42'35"N, 5°24'5"E）面积16.49 平方千米，位于法国奥弗涅-罗讷-阿尔卑斯大区德龙省，该省份为法国东南部内陆省份，北起顺时针与伊泽尔省、上阿尔卑斯省、上普罗旺斯阿尔卑斯省、沃克吕兹省和阿尔代什省接壤。
与迪瓦地区艾克斯接壤的市镇（或旧市镇、城区）包括：巴尔萨克、迪镇、莫利耶尔格朗达、拉瓦勒代克斯、圣罗芒、迪瓦地区蒙莫尔、欧雷勒。

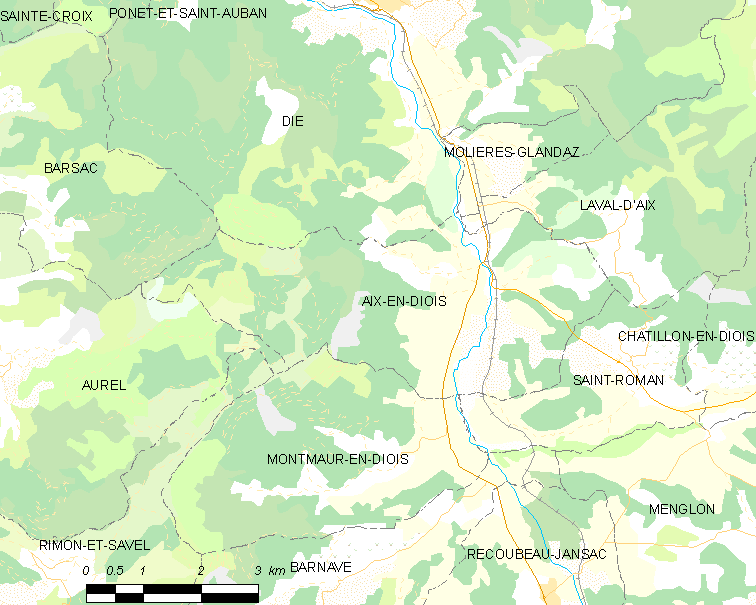
迪瓦地区艾克斯的OSM定位图

迪瓦地区艾克斯的时区为UTC+01:00、UTC+02:00（夏令时）。

## 行政
迪瓦地区艾克斯的邮政编码为26150，INSEE市镇编码为26001。

## 政治
迪瓦地区艾克斯所属的省级选区为迪瓦县。

## 人口

1962-2008年间迪瓦地区艾克斯人口变化图示

迪瓦地区艾克斯于2018年1月1日时的人口数量为335人。